# Ichthyophaga ichthyaetus
El pigarguillo común (Ichthyophaga ichthyaetus) es una especie de ave Accipitriforme de la familia Accipitridae, originaria del sudeste asiático.

## Taxonomía
El pigarguillo común está incluido en el orden Accipitriformes, familia Accipitridae, que asimismo incluye a la mayoría de las aves rapaces diurnas a excepción de las del género Haliaeetus y a las del orden Falconiformes. Fue descrito por primera vez por Thomas Horsfield en 1841 como Falco ichthyaetus. Es una especie monotípica del género Ichthyophaga y forma un grupo parafilético con el género Haliaeetus.

## Descripción
Es un águila pescadora de mediano tamaño que se caracteriza por tener un pico pequeño en una cabeza igualmente pequeña pero con un largo cuello, cola redondeada y patas cortas con tarsos no plumados. Sus alas son cortas y anchas, y el macho y la hembra evidencian un claro dimorfismo sexual, siendo estas últimas más grandes y pesadas que los ejemplares machos.
Tiene una longitud de 61–75 cm, 155–170 cm de envergadura y un peso de 2.3–2.7 kg para las hembras y de alrededor de 1,6 kg para los machos. Los ejemplares adultos son de color gris parduzco, cabeza gris, vientre y cola blancos, presentando esta una ancha banda negra. El pecho y cuello son de color pardo, al igual que la parte superior de las alas, que tienen sus plumas primarias de color negro, mientras que las secundarias y terciarias tienen un ligero barrado.

## Distribución y hábitat
El pigarguillo común ocupa una amplia área de distribución (de los 38˚ N a los 6˚ S) que abarca la India y el sudeste asiático hasta Malasia, el oeste de Indonesia y Filipinas. No es una especie común ni abundante dentro de su territorio, aunque localmente puede serlo. En Sri Lanka, Bangla Desh y Nepal es muy poco frecuente.
Vive en los bosques hasta los 1.500 m de altitud. Construyen sus nidos próximos a los cursos de agua, lagos, lagunas costeras, marismas y estuarios. En Sri Lanka frecuentan los estanques de irrigación.

## Comportamiento y reproducción
Es un ave sedentaria. Los ejemplares jóvenes se dispersan de la zona de cría en busca de pareja o de territorios de caza. Pasa la mayor parte del tiempo posada en perchas sobre cursos de agua, que abandona ocasionalmente para capturar alguna presa y retornar acto seguido a su posadero para dar cuenta de ella.
La época de cría va del mes de noviembre a mayo. Ambos miembros construyen un voluminoso nido que puede llegar a medir 1,5 m de diámetro, el cual reutilizarán en las subsiguientes temporadas de cría. Instalan el nido cerca de cursos de agua, evitando la presencia humana. La puesta consiste en 2-4 huevos que son incubados por ambos progenitores durante 45-50 días. Los pollos abandonan el nido a los 70 días de eclosionar los huevos.

## Alimentación
Es una especie piscívora que se alimenta tanto de presas vivas como de carroña. Ocasionalmente caza reptiles, aves y pequeños mamíferos. Su método de caza consiste en otear un curso de agua desde un posadero situado sobre él. Cuando descubre un pez cerca de la superficie se abalanza y lo atrapa con las garras. Si el pez capturado es demasiado pesado como para retornar con él al posadero, lo arrastra hasta una de las orillas para devorarlo. Puede cazar tanto en aguas tranquilas como en cursos rápidos.
Ambas especies del género Ichthyophaga (Ichthyophaga ichthyaetus e Ichthyophaga humilis) poseen fuertes garras curvadas especializadas para capturar peces, al igual que el Pandion haliaetus (águila pescadora) y a diferencia del género Pandionidae (los pigargos), que carecen de ellas.

## Estado de conservación

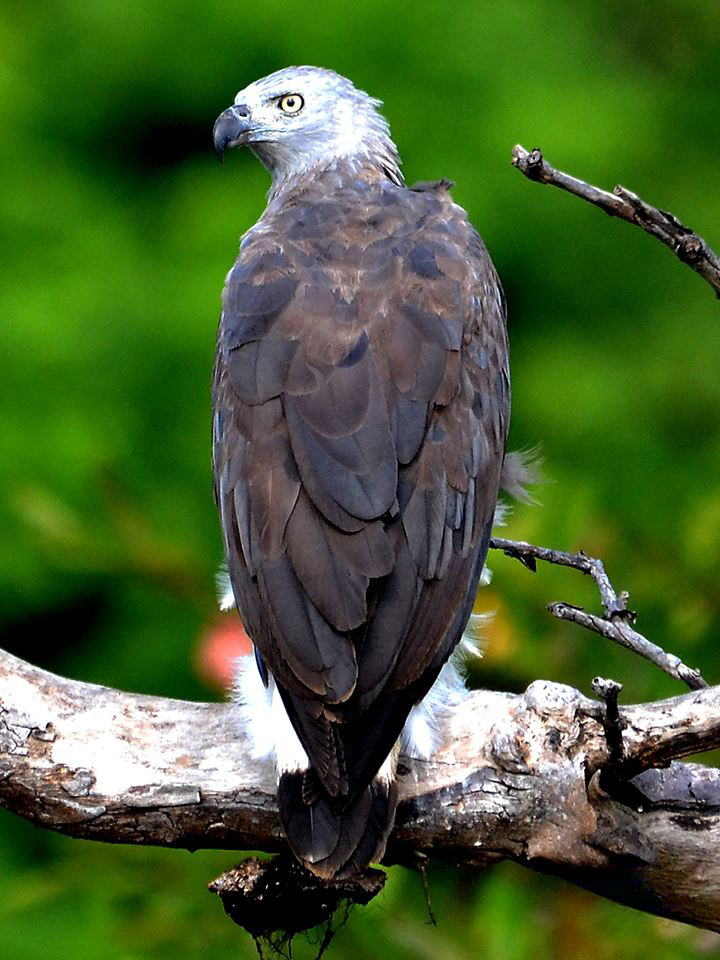
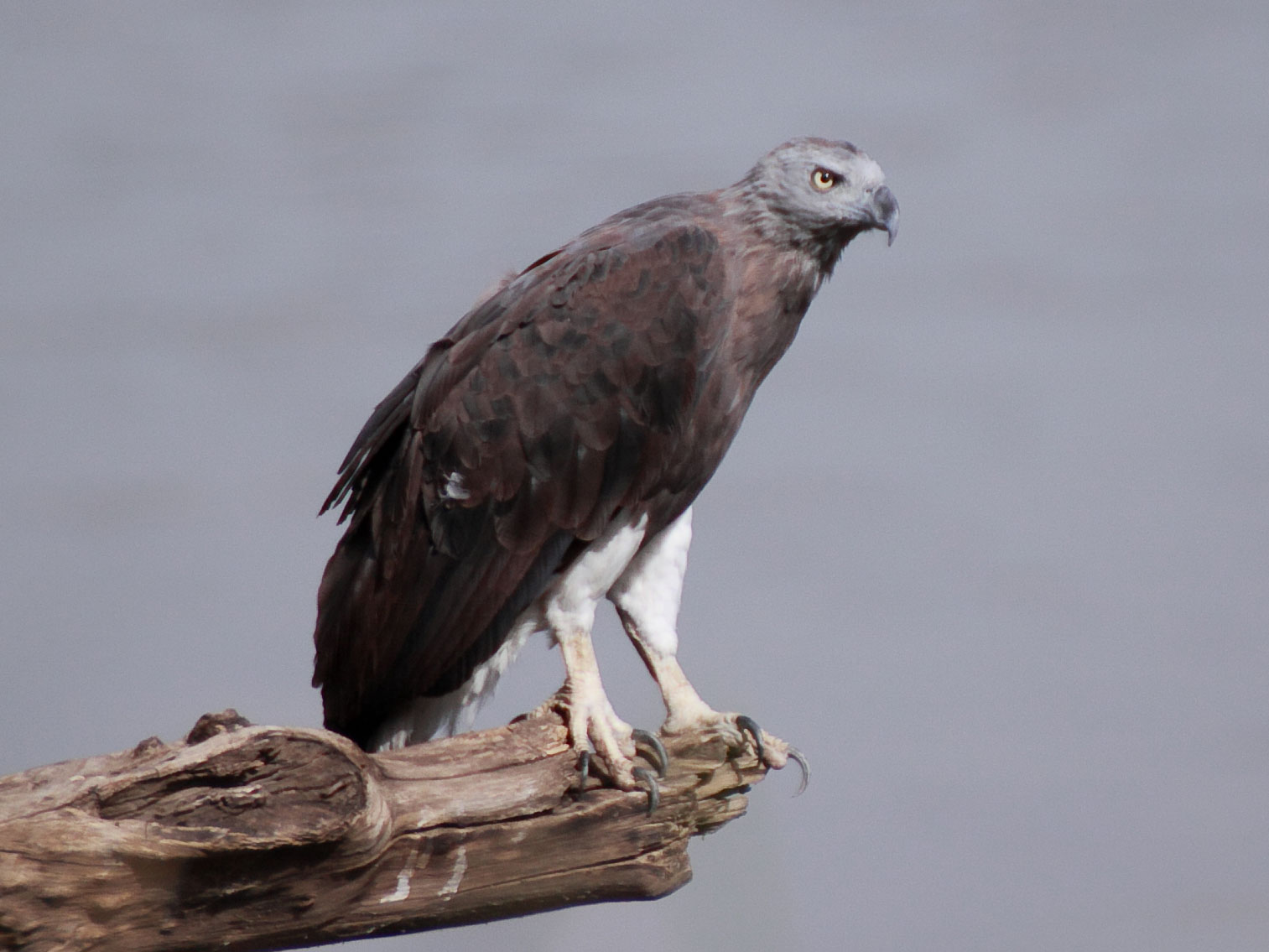
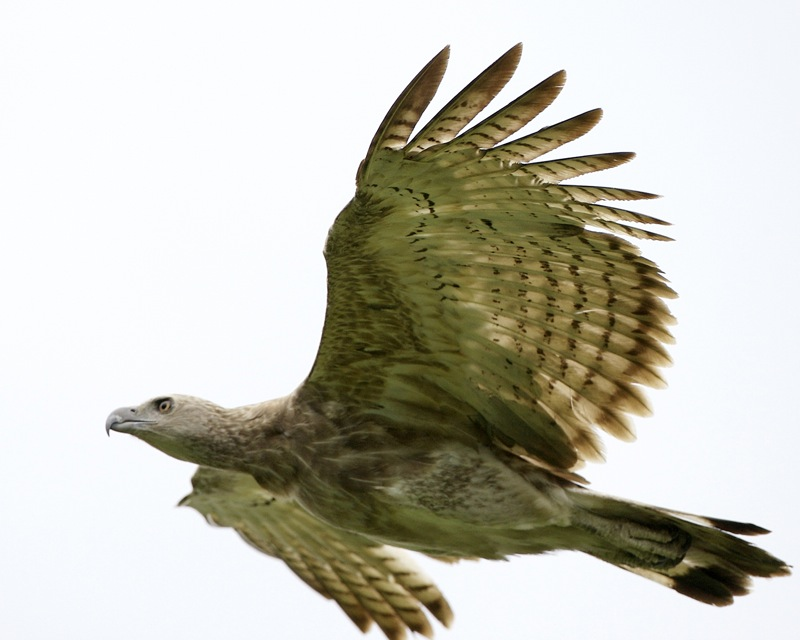
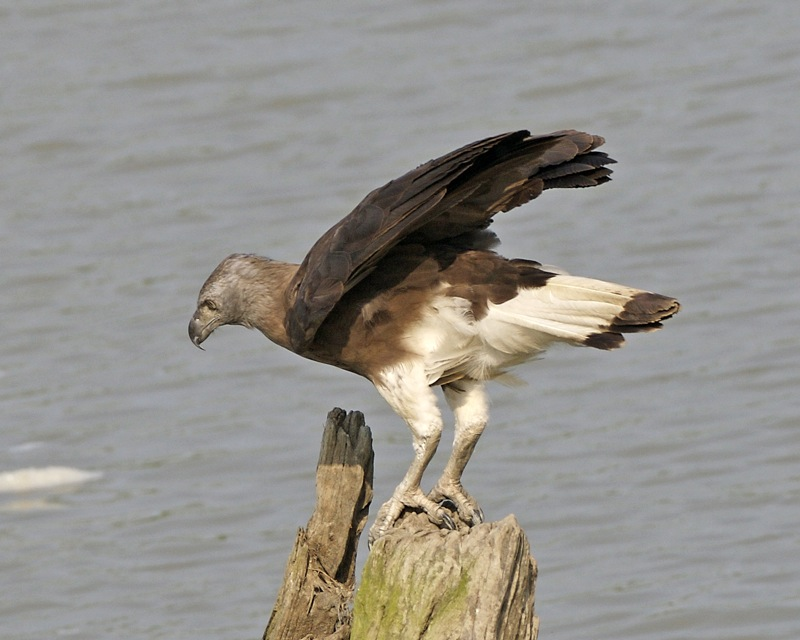
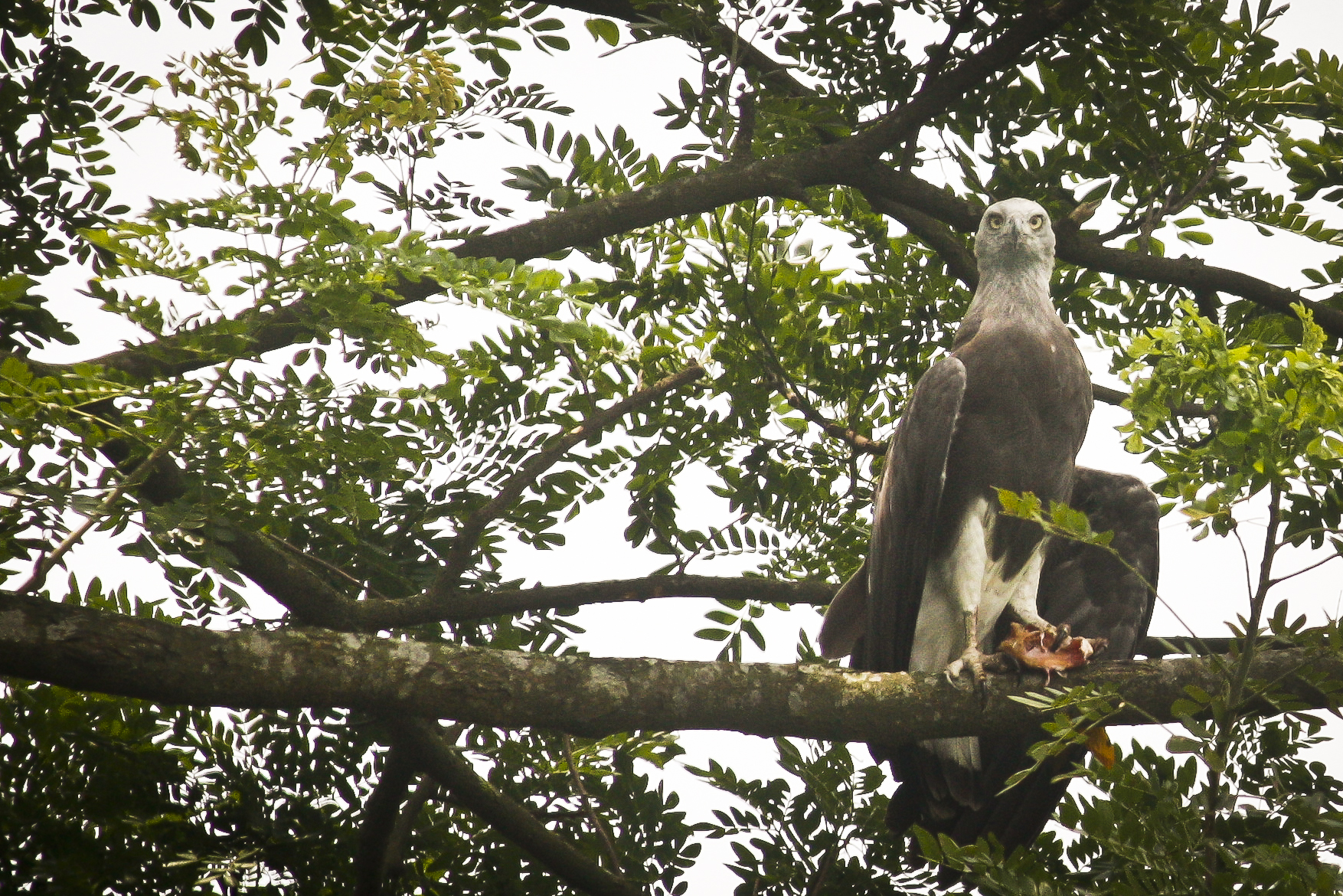

Aunque no está amenazada de extinción, su población está en franco declive como resultado de la destrucción de su hábitat, deforestación, sobrepesca y acoso humano. Las poblaciones de Camboya están amenazadas además por la construcción de presas  en el río Mekong que podrían variar el ciclo de inundaciones.
Su población se estimó en el año 2001 entre 10 000 y 100 000 ejemplares adultos y la IUCN la incluyó en la lista de especies «casi amenazadas». Desde entonces su población se ha ido reduciendo hasta estimarse en los 10 000 ejemplares adultos actuales, lo que la situaría como especie «amenazada y vulnerable».